# Krekelwants
De krekelwants (Geocoris grylloides) is een wants uit de familie van de bodemwantsen (Lygaeidae). De soort werd het eerst wetenschappelijk beschreven door Carl Linnaeus in 1761.

## Uiterlijk
De glanzend zwarte wants is meestal kortvleugelig (brachypteer), incidenteel langvleugelig (macropteer) en kan 4 tot 5 mm lang worden. De grotendeels zwarte wants heeft een opvallende witte tekening, het zwarte halsschild is van boven gezien wit omrand. De zwarte kop met bolle ogen heeft aan de voorkant twee witte strepen. Ook de zwarte voorvleugels hebben een duidelijk lichte rand. Hiermee lijken ze enigszins op krekels, vandaar de wetenschappelijke en Nederlandse naam (gryllus = krekel). De antennes zijn grotendeels zwart behalve het vierde segment dat bruin gekleurd is. De pootjes zijn geheel bruin van kleur.

## Leefwijze
De wants legt eitjes aan het eind van het seizoen die na de winter uitkomen, er is een enkele generatie per jaar. De volwassen dieren zijn vanaf juli te vinden in open droge gebieden met zandgrond. Ze zuigen aan zaden en jagen op kleine geleedpotigen.

## Leefgebied
In Nederland is de soort algemeen op zandgronden en in de duinen. De wantsen komen voor in Europa (met uitzondering van Groot-Brittannië) en het verspreidingsgebied
strekt zich verder uit tot Siberië, Centraal-Azië en China.